# Saul Kripke
Saul Aaron Kripke (/sɔːl ˈkrɪpki/), ameriški filozof in logik, * 13. november 1940, Bay Shore, New York, ZDA, † 15. september 2022.
Velja za enega pomembnejših analitičnih filozofov. Od leta 1960 je aktiven na različnih področjih kot so ontologija, matematična logika, filozofija jezika, epistemologija in filozofija matematike, poznan pa je predvsem po svojih prispevkih k modalni logiki. Veliko njegovih del je še vedno neobjavljenih oz. obstajajo le v obliki zvočnih posnetkov in zasebnih rokopisov. Prejel je Schockovo nagrado na področju logike in filozofije, in sicer leta 2001. Leta 2009 ga je akademska raziskava uvrstila med deset najpomembnejših filozofov zadnjih dvesto let. Njegovo najbolj znano delo je Imenovanje in nujnost (Naming and Necessity), ki ga je napisal leta 1980.
Saul Kripke se je rodil 13. novembra 1940 v Bay Shoru kot najstarejši izmed treh otrok. Njegova starša sta bila Dorothy Karp Kripke in Myer Samuel Kripke. Skupaj s svojima sestrama Madeline in Netto je obiskoval osnovno šolo Dundee in srednjo šolo Omaha Central. Že v mladosti so ga označili za genija, saj se je do devetega leta naučil hebrejščino in prebral vsa Shakespearova dela. Svoj prvi izrek na področju modalne logike je napisal pri sedemnajstih letih, izdan je bil eno leto kasneje. Leta 1958 je zaključil srednjo šolo in nadaljeval šolanje na Harvardski univerzi, kjer je diplomiral iz matematike. Kratek čas je učil na Harvardu, nato se je leta 1967 preselil v New York, kjer je poučeval na Univerzi Rockefeller. Deset let kasneje je sprejel delovno mesto na Univerzi Princeton, leta 2002 pa je začel poučevati na Graduate Center of the City University of New York. Saul Kripke je leta 2001 prejel Shockovo nagrado Švedske akademije znanosti na področju logike in filozofije. Poročen je s filozofinjo Margaret Gilbert. Po veroizpovedi je Jud, tako kot njegova starša.
Kripkejevi najpomembnejši prispevki k filozofiji so:
- Prispevki k modalni logiki
- Predavanja Imenovanje in nujnost
- Njegova interpretacija Wittgensteina
- Njegova teorija resnice

## Modalna logika
O modalni logiki je Kripke pisal v številnih esejih v svojih najstniških letih. Dve deli, ki ju je napisal na to temo, sta A Completeness Theorem in Modal Logic in Semantical Considerations on Modal Logic. Predstavil je modele osnovne modalne logike, določene z: 
1. Množico W, katere elemente imenujemo svetovi.
2. Relacijo R na množici W, ki jo imenujemo relacija dosegljivosti.
3. Funkcijo V, ki jo imenujemo funkcija pripisovanja realnosti.

Te modele po Kripkeju imenujemo Kripkejevi modeli. Zaradi njegovih odkritij v modalni logiki je po njem poimenovana tudi veljavna izjava K, ki je v modalni logiki ključna. Prvi je uvedel Kripkejevo semantiko (imenujemo jo tudi racionalna semantika), ki se je sprva uporabljala le v modalni logiki, kasneje pa tudi na drugih področjih, na primer v intuicionistični logiki. Kripkejeva semantika velja za pomembno odkritje, saj takšna teorija pred Kripkejem ni obstajala. 

## Imenovanje in nujnost
Tri predavanja na univerzi Princeton pod skupnim imenom Imenovanje in nujnost so bila objavljena med letoma 1972 in 1980 in so v veliki meri spremenila filozofijo jezika. Kripke se je v svojih predavanjih ukvarjal s Fregejevimi, Russellovimi in Wittgensteinovimi teorijami. Predavanja  vsebujejo napad na deskriptivno teorijo imen, ki je temeljila na ideji, da so pomeni imen enaki opisom, s katerimi ta imena po navadi povezujemo. Vzamemo npr. ime "Saul Kripke" in ga enačimo z opisom, ki pomeni enako: mož, ki je napisal Imenovanje in nujnost. Kripke je deskriptivno teorijo imen zavrnil in svoje mnenje podprl s številnimi primeri, med katerimi je najbolj znan primer o Aristotlu. Če bi Aristotel umrl, ko je imel dve leti, njegovega imena ne bi mogli enačiti s številnimi opisi, s katerimi ga povezujemo danes, a vseeno bi bilo napačno trditi, da to ni bil Aristotel. Kot alternativo je predstavil vzročno teorijo reference in poudaril, da so imena v nasprotju z opisi togi označevalci. Pravilno ime se nanaša na poimenovan predmet v vsakem svetu, v katerem ta predmet obstaja, medtem ko večina opisov imenuje različne predmete v različnih svetovih.
Kripke je tudi uvedel pojem aposteriorna nujnost. To so dejstva, ki so zagotovo resnična, a to lahko ugotovimo le z raziskavami v praksi. Primer takšnega dejstva je "Voda je H2O". Torej gre za dejstva, pri katerih poznamo dve različni imeni za isti predmet.  
Postavil je tudi argument proti identiteti materializma v filozofiji duha, to je mišljenje, da je vsaka duhovna stvar identična fizični, saj je trdil, da eno lahko obstaja brez drugega.

## Wittgenstein
Kripke je svoje delo Wittgenstein o pravilih in zasebnem jeziku objavil leta 1982. V njem je zapisal, da Wittgensteinov glavni argument Filozovskih raziskav temelji na uničujočem paradoksu, ki spodkopava možnost upoštevanja pravil v naši uporabi jezika. Gre za sledeči paradoks: 
Nobeno dejanje ne more biti določeno s pravilom, saj lahko pravila spremenimo glede na dejanje.
Ko npr. seštevamo, se nam zdi popolnoma razumljivo, da je 68 in 57 enako 125, saj smo se pravil za seštevanje naučili. Nekdo, ki še nikoli prej ni sešteval, pa bi lahko trdil, da ni nobenega dokaza, da je rezultat ravno 125 in da je enako verjetno, da je pravilen tudi katerikoli drug odgovor.
Kripke je zapisal, da je tak paradoks najbolj radikalen in izviren problem v filozofiji. Ne strinja se s tem, da Wittgenstein ne zanika argumenta, ki vodi v paradoks. Zato ponudi dve vrsti rešitev za razrešitev paradoksa: direktno rešitev in skeptično rešitev. Pri direktni rešitvi gre za zavrnitev argumentov, ki vodijo k paradoksu, in s tem za razpustitev paradoksa. Po drugi strani pa tako imenovana skeptična rešitev paradoks prizna, a prizna tudi dejstvo, da obstoj paradoksa po navadi ne spodkopava naših dejanj in prepričanj. 
Za označitev Kripkejeve interpretacije dela Filozofske raziskave se je pojavila skovanka obeh imen Kripkenstein.

## Teorija resnice
Leta 1975 je Kripke napisal članek z naslovom Outline of a Theory of Truth, ki je nasprotoval tezi Alfreda Tarskega, pionirja korespondenčne teorije resnice. V svojih argumentih je uporabil različno postavljene povedi in fraze. Pri Kripkejevem pristopu je resnica delno določena s strani slovnično oblikovanih stavkov v jeziku. Treba je začeti s preprostimi izrazi v jeziku, ki ne vsebujejo povedka resnice, in jim ga dodati. Z omenjenim izrazom označujemo zgolj to, da določenemu stavku na koncu dodamo "je resničen". S tem se v jeziku pojavi veliko število novih stavkov, ki imajo vsi definiran povedek resnice. Jezik se širi, dokler ne doseže neke točke, ko razširjanje s povedkom resnice jezika več ne spremeni. Hkrati se pojavijo tudi stavki, ki jih ne moremo definirati. Po Kripkejevi teoriji npr. izjava "Izjava 'Sneg je bel' je resnična" velja za resnično. Resnična je tudi izjava "Izjava 'Izjava 'Sneg je bel' je resnična' je resnična". Toda nobena od izjav: "Ta izjava je resnična" in "Ta izjava je neresnična" ne more veljati ne za resnično ne za neresnično.
Center Saula Kripkeja v Graduate Center of the City University of New York je bil ustanovljen z namenom, da ohranja in promovira njegovo delo. Tam so organizirani različni dogodki, ki so povezani s Kripkejevimi odkritji. Trenutno pripravljajo digitalni arhiv vseh njegovih še neobjavljenih del, zapiskov in zvočnih posnetkov s predavanj. Nekateri med njimi so stari več kot 50 let.  

## Dela, ki prevedena v slovenščino
- Imenovanje in nujnost (Naming and Necessity), prevedeno 2000
- Wittgenstein o pravilih in zasebnem jeziku: izbrani odlomki iz istoimenske knjige (Wittgenstein on Rules and Private Language), prevedeno 2011

## Ostala dela

### Knjige
- Psilosophical Troubles. Collected Papers Vol. 1, 2011
- Reference and existence. The John Locke Lectures, 2013

### Članki in povzetki
- 1959. "A Completeness Theorem in Modal Logic"
- 1959. "Distinguished Constituents"
- 1959. "Semantical Analysis of Modal Logic"
- 1959. "The Problem of Entailment"
- 1962. "'Flexible' Predicates of Formal Number Theory"
- 1962. "The Undecidability of Monadic Modal Quantification Theory"
- 1963. "Semantical Considerations on Modal Logic"
- 1963. "Semantical Analysis of Modal Logic I: Normal Modal Propositional Calculi"
- 1964. "Transfinite Recursions on Admissible Ordinals, I"
- 1964. "Transfinite Recursions on Admissible Ordinals, II"
- 1964. "Admissible Ordinals and the Analytic Hierarchy"
- 1965. "Semantical Analysis of Intuitionistic Logic I"
- 1965. "Semantical Analysis of Modal Logic II: Non-Normal Modal Propositional Calculi"
- 1967. "Deduction-preserving 'Recursive Isomorphisms' between Theories"
- 1967. "An Extension of a Theorem of Gaifman-Hales-Solovay"
- 1967. "Transfinite Recursion, Constructible Sets, and Analogues of Cardinals"
- 1967. "On the Application of Boolean-Valued Models to Solutions of Problems in Boolean Algebra"
- 1967. "Deduction-preserving 'Recursive Isomorphisms' between Theories"
- 1971. "Identity and Necessity"
- 1975. "Outline of a Theory of Truth"
- 1976. "Is There a Problem about Substitutional Quantification?"
- 1976. "A Theory of Truth I. Preliminary Report"
- 1976. "A Theory of Truth II. Preliminary Report"
- 1977. "Speaker's Reference and Semantic Reference"
- 1979. "A Puzzle about Belief"
- 1982. "Nonstandard Models of Peano Arithmetic"
- 1986. "A Problem in the Theory of Reference: the Linguistic Division of Labor and the Social Character of Naming"
- 1992. "Summary: Individual Concepts: Their Logic, Philosophy, and Some of Their Uses"
- 2005. "Russell's Notion of Scope"
- 2008. "Frege's Theory of Sense and Reference: Some Exegetical Notes"
- 2009. "Presupposition and Anaphora: Remarks on the formulation of the projection problem"
- 2009. "The Collapse of the Hilbert Program"
- 2011. "The First Person"
- 2011. "Two Paradoxes of Knowledge"
- 2011. "Nozick on Knowledge"
- 2011. "A Puzzle about Time and Thought"
- 2011. "Vacuous Names and Fictional Entities"
- 2011. "Unrestricted Exportation and Some Morals for the Philosophy of Language"
- 2013. "The Church-Turing 'Thesis' as a Special Corollary of Gödel's Completeness Theorem"

### Neobjavljeni rokopisi in predavanja
- 1963. "History and Idealism: the Theory of R. G. Collingwood".
- 1975. "Three Lectures on Truth"
- 197-. "On The Completeness and Decidability of Intuitionistic Propositional Logic".
- 1978. "Time and Identity"
- 19- "Non-Standard Models and Godel's Theorem: A Model-Theoretic Proof of Godel's Theorem"
- 1984. "Lessons on Functionalism and Automata"
- 198-. "A Proof of Gamma."
- 198-. "A Note on Zabludowski's Critique of Goodman's Theory of Projection".
- 1986. "Rigid Designation and the Contingent A Priori: The Meter Stick Revisited"
- 1988/89. "Seminars on Truth".
- 19- "Semantical Analysis of Intuitionistic Logic II. Undecidability of the Monadic Fragment"
- 19- "Semantical Analysis of Intuitionistic Logic III" .
- 1989. "No Fool's Red? Some Considerations on the Primary/Secondary Quality Distinction"
- 1992. "Logicism, Wittgenstein, and De Re Beliefs about Natural Numbers".
- 1992. "Individual Concepts: Their Logic, Philosophy, and Some of Their Uses"
- 1996."The Ordered Pair: A Philosophical Paradigm Revisited"
- 1996. "Elementary Recursion Theory and its Applications to Formal Systems."
- 1999. "The Road to Gödel".
- 2006. "From Church's Thesis to the First Order Algorithm Theorem,"
- 2007. "Roundtable on Externalism"
- 2007. "The Collapse of the Hilbert Program"
- 2008. "Mathematical Incompleteness Results in Peano Arithmetic, a Revisionist View of the Early History"

1. ↑  Record #118813455 // Gemeinsame Normdatei — 2012—2016.
2. ↑  http://www.britannica.com/EBchecked/topic/323543/Saul-Kripke
3. ↑  Weinberg J. Saul Kripke (1940-2022) — 2022.
4. ↑  https://www.repubblica.it/cultura/2022/09/17/news/e_morto_il_filosofo_saul_kripke_il_logico_della_teoria_causale_del_riferimento-366101566/
5. ↑  an. descriptivist theory of names
6. ↑  an. causal theory of reference
7. ↑  posteriori necessity
8. ↑  straight solution
9. ↑  skeptical solution

- Hajdinjak, M. 2004. Vodenje dialoga med človekom in računalnikom v naravnem jeziku. Magistrsko delo. Ljubljana: Univerza v Ljubljani, Fakulteta za elektrotehniko.
- Kripke, S. 2000. Imenovanje in nujnost. Ljubljana : Krtina.